# Aleksandr Wiurgler
Aleksandr Emiljewicz Wiurgler, ros. Александр Эмильевич Вюрглер (ur. 25 sierpnia 1901, zm. 23 grudnia 1943 w Warszawie) – rosyjski działacz emigracyjny, szef 3 Oddziału Sonderstab „R” podczas II wojny światowej.

## Życiorys
Do 1920 r. rodzina Wiurglerów mieszkała w Jekaterynosławiu, po czym wyjechała do Szwajcarii, gdzie dostała miejscowe obywatelstwo. Aleksandr E. Wiurgler w 1928 r. ukończył Rosyjski Instytut Handlowy w Berlinie, otrzymując tytuł doktora nauk ekonomicznych. Następnie przeniósł się do Warszawy. W II poł. lat 30. wstąpił do Narodowego Związku Pracujących (NTS), stając na czele miejscowego oddziału. Kontakt z nim nawiązał polski wywiad wojskowy, który zorganizował tajne przerzuty członków NTS przez granicę do ZSRR. Po zajęciu Polski przez wojska niemieckie jesienią 1939 r., po krótkiej przerwie, zostało to wznowione we współpracy z Niemcami. Aleksandr E. Wiurgler kontynuował kontakty z polskimi organizacjami konspiracyjnymi. W 1942 r. został szefem 3 Oddziału Sonderstab „R” z siedzibą w okupowanej Warszawie, na czele którego stał Boris A. Smysłowski. Aleksandr E. Wiurgler - według koncepcji kierownictwa NTS - popierał działalność skierowaną zarówno przeciwko Sowietom, jak też Niemcom. Doszło do konfliktów z B. A. Smysłowskim i niemieckimi władzami okupacyjnymi. Podczas przygotowań do wyjazdu do Szwajcarii został zamordowany 23 grudnia 1943 r. w jednym z zaułków warszawskiego Starego Miasta. Najprawdopodobniej dokonało tego Gestapo. Według części hipotez możliwy był też udział Ludowego Komisariatu Bezpieczeństwa Państwowego, konkurentów A. E. Wiurglera z NTS lub członków Sonderstab „R”.